# Yeşilhisar, Hocalar
Yeşilhisar là một thị trấn thuộc huyện Hocalar, tỉnh Afyonkarahisar, Thổ Nhĩ Kỳ. Dân số thời điểm năm 2011 là 1.937 người.